# 王涛 (晋朝)
王涛（?—?），字茂略，东晋临淮郡堂邑县（治今江苏省南京市六合区北）人，王濬之子，王鉴之弟。
王鉴与弟弟王涛及弟弟的儿子王戭，都有文才。王涛历任著作郎、无锡（治今江苏省无锡市）县令。著有《三国志序评》。王戭字庭坚，也担任著作郎。两人早卒，先王鉴而死。